# Eumannia luminusaria
Eumannia luminusaria är en fjärilsart som beskrevs av Cleu 1931. Eumannia luminusaria ingår i släktet Eumannia och familjen mätare. Inga underarter finns listade i Catalogue of Life.